# Nicolas Flamel
Nicolas Flamel (n. în jurul anului 1330 sau 1340, posibil în Pontoise – d. 22 martie 1418, Paris) a fost un burghez parizian din secolul al XIV-lea, scriitor public⁠(d), copist și librar jurat.
Cariera sa prosperă, căsătoria cu Pernelle, o văduvă bogată, și speculațiile sale imobiliare i-au asigurat o avere confortabilă, pe care a lăsat-o, la sfârșitul vieții, fundațiilor și construcțiilor evlavioase. Această avere, care a fost amplificată de zvonuri, se află la originea mitului cum că ar fi fost un alchimist care a găsit piatra filozofală și putea transforma metalele în aur. Datorită acestei reputații i-au fost atribuite mai multe tratate de alchimie, de la sfârșitul secolului al XV-lea până prin secolul al XVII-lea, cel mai cunoscut fiind Cartea figurilor hieroglifice publicată în 1612. Astfel, „cel mai popular alchimist francez nu a făcut niciodată alchimie”.

## Biografie

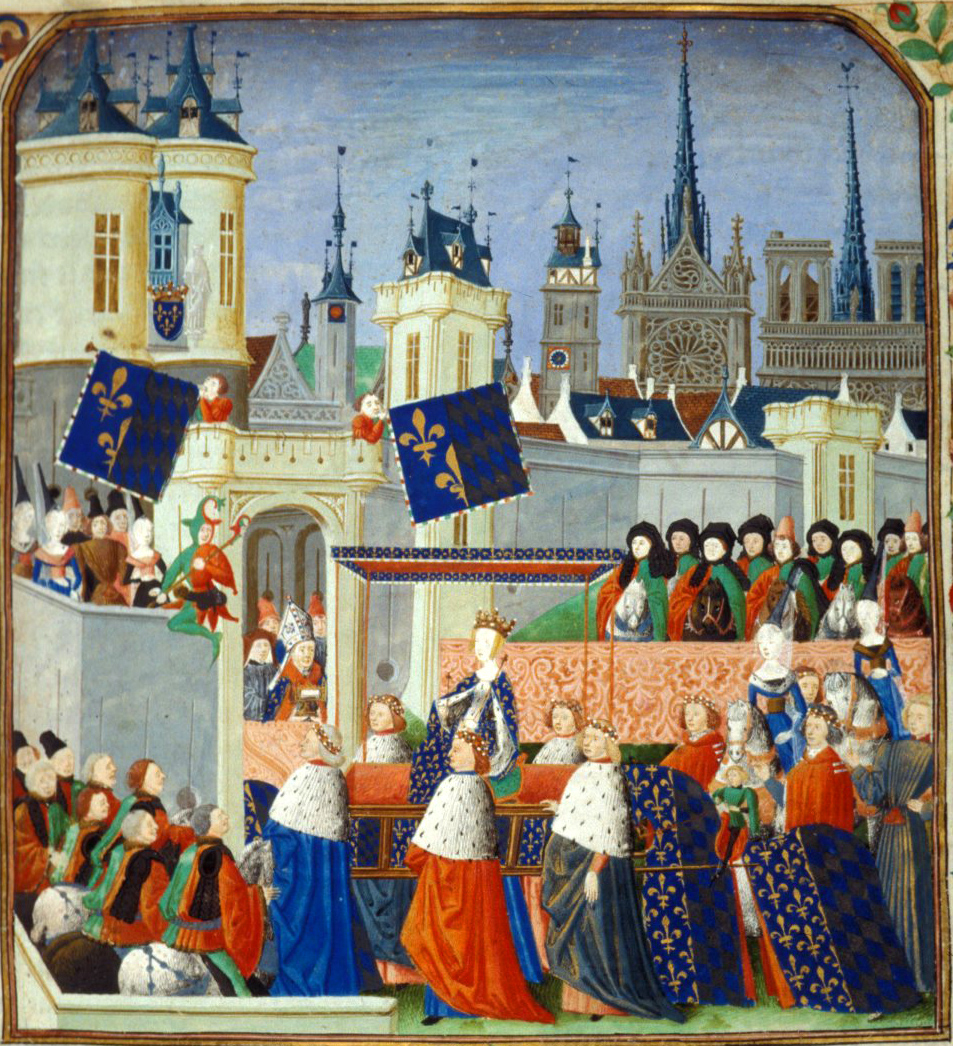
Intrarea reginei Isabeau a Bavariei la Paris în 1389 (manuscris anluminat din secolul al XV-lea, British Library).

Viața lui Nicolas Flamel este destul de bine documentată pentru un personaj din vremea lui care nu aparținea nobilimii: actele parohiei Saint-Jacques-la-Boucherie⁠(d), adunate în secolul al XVIII-lea, diverse documente personale ale lui și ale soției sale, inclusiv testamentul său, precum și descrieri și ilustrații, după moartea sa, ale clădirilor și monumentelor religioase pe care le construise.

### Flamel scriitor-public și librar-jurat
Nicolas Flamel s-a născut în jurul anului 1340 (mai probabil decât în jurul anului 1330, așa cum se indică adesea), posibil în „Pontoise la șapte leghe de Paris”. A scăpat în tinerețe de Moartea Neagră din 1348, care a omorât între o treime și jumătate din populația europeană. A trăit la Paris în timpul Războiului de 100 de Ani, de la bătălia de la Crécy din 1346 până la  cea de la Agincourt din 1415. A trebuit să participe în 1389, cu toți burghezii din Paris îmbrăcați în roșu și verde, la intrarea în Paris a reginei Isabeau a Bavariei și a trăit, cu puțin timp înainte de moartea sa în 1418, greutățile prin care a trecut Parisul în războiul civil dintre armagnaci și burgunzi și Răscoala Cabohienilor (1413). Din secolul al XIII-lea, înființarea universităților, dar și dezvoltarea literaturii laice, precum și alfabetizarea nobilimii și al clasei de mijloc superioare au dus la înființarea atelierelor laice de copiat și anluminare, care până atunci fuseseră apanajul mănăstirilor. Acestea s-au format în marile orașe, și mai ales la Paris.

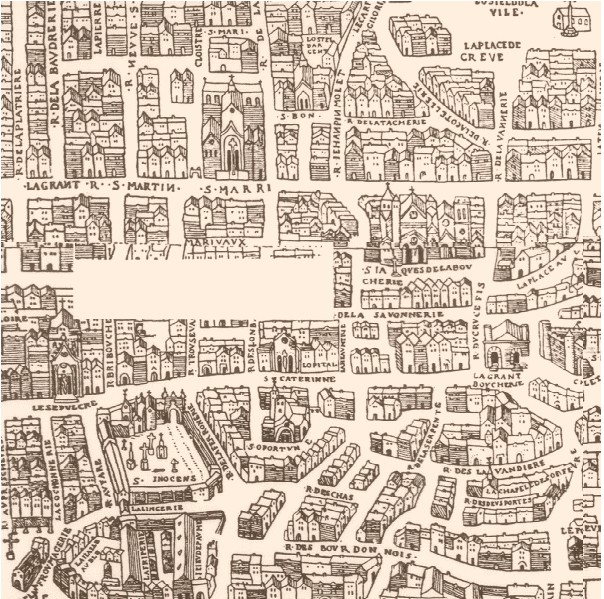
Parisul lui Nicolas Flamel, de la casa lui de la colțul dintre și până la - (1552) zisă „harta de la Basel".

A început o carieră ca copist și scriitor public⁠(d) la Paris, într-un mic magazin din spatele bisericii Saint-Jacques-la-Boucherie⁠(d), în Rue des Écrivains⁠(d) . A fost poate fratele mai mare, sau o rudă, a lui Jean Flamel, secretar și bibliotecar al marelui bibliofil Jean I de Berry (cel din Très Riches Heures du Duc de Berry⁠(d)). Ulterior, a cumpărat o casă vizavi de magazin, la colțul dintre rue des Écrivains și rue de Marivaux (rebotezată rue Nicolas-Flamel în 1851), în care a locuit și și-a înființat atelierul, sub semnul La fleur de Lys. Această casă, decorată cu gravuri și inscripții religioase, și cu maxima „Fiecare să fie mulțumit de bunurile lui, Cine nu-i ajunge, nu are nimic”, depune mărturie despre atitudinea relaxată dobândită atunci de Flamel. Prin comparație cu alte reședințe burgheze mult mai luxoase ale vremii, casa lui Flamel pare să facă excepție. Rue de Rivoli⁠(d), care este mult mai largă, acoperă astăzi rue des Écrivains, locul unde se află casa lui Flamel și cea mai mare parte a bisericii, dintre care s-a mai păstrat doar turnul Saint-Jacques⁠(d) (construit la începutul secolului al XVI-lea), la un secol după moartea lui Flamel).
Probabil după 1368, a devenit librar-jurat (jurat pentru că trebuia să depună jurământ la Universitatea din Paris⁠(d)), membru al privilegiatei categorii a „librarilor, pergamentarilor, aluminatorilor, scriitorilor și legătorilor de cărți, toate meserii aparținând diverselor științe și cunoscuți în Evul Mediu sub denumirea generică de „funcționari”. Ei țineau de Universitate și nu de jurisdicția starostelui Parisului, ca ceilalți negustori”. În special, acestea sunt scutite în principiu de impozitele directe. Flamel a încercat și în 1415 să afirme acest privilegiu pentru a evita plata unui impozit.

### Nicolas și Pernelle

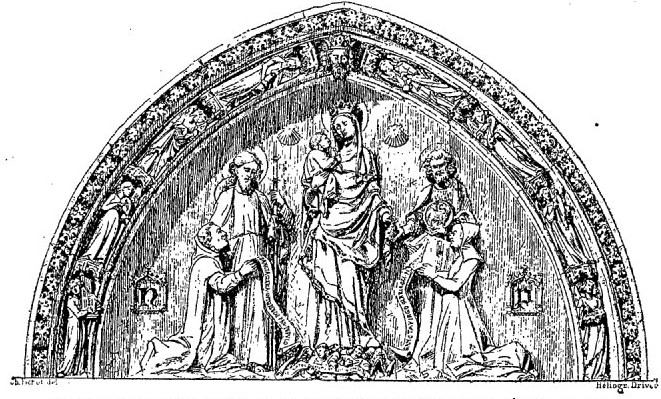
Portalul bisericii Saint-Jacques-la-Boucherie, finanțat în 1389 de Nicolas Flamel, și pe care era reprezentat împreună cu soția sa.

În jurul anului 1370, s-a căsătorit cu o femeie văduvă de două ori, Pernelle,  iar în 1372 au făcut un act mutual asupra proprietății lor în fața unui notar, care a fost reînnoit de mai multe ori și care o excludea de la moștenire pe sora lui Pernelle și pe copiii ei. Ei înșiși fără copii, cei doi soți Flamel au început să finanțeze lucrări și construcții religioase.
Pentru a goli mormintele cimitirului Inocenților⁠(d), burghezii din Paris au construit în jurul acestuia, în secolele al XIV-lea și al XV-lea, osuare în care oasele exhumate erau îngrămădite și lăsate la uscat, la înălțime, deasupra arcadelor. În 1389, Nicolas Flamel a construit și a împodobit una dintre aceste arcade, pe Rue de la Lingerie⁠(d), unde erau și tarabe ale scriitorilor publici. Pe ea erau gravate, în jurul unui om negru reprezentând moartea, inițialele lui Nicolas Flamel cu litere gotice⁠(d), o poezie și inscripții religioase „scripturi care să-i îndemne pe oameni la credință”, după cum spune Guillebert de Mets⁠(d) în a sa Description de Paris (1434). În același an, el a finanțat reparația portalului de la Saint-Jacques-la-Boucherie⁠(d), pe care a fost reprezentat în rugăciune împreună cu soția sa, la picioarele Fecioarei Maria, Sfântului Iacob și Sfântului Ioan.
Perenelle a murit în 1397. Chiar înainte de moartea sa, familia sa a încercat ca moștenirea reciprocă dintre soți să fie anulată. A urmat un proces între moștenitorii surorii lui Pernelle și Nicolas Flamel, pe care acesta din urmă l-a câștigat. După moartea soției sale, el a continuat să finanțeze construcții religioase și s-a angajat în investiții imobiliare în Paris și în împrejurimi.
În 1402, a reconstruit portalul Bisericii Sainte-Geneviève-la-Petite⁠(d), care se afla pe Île de la Cité, de-a lungul Rue Neuve-Notre-Dame⁠(d), pe locul actualului „parvis Notre-Dame - piața Jean-Paul-II⁠(d)”. Biserica a fost rebotezată în „Sainte-Geneviève-des-Ardents” la începutul secolului al XVI-lea și a fost distrusă în 1747. Statuia sa, cu o haină lungă cu glugă, și cu tava de călimară⁠(d), simbol al profesiei sale, a fost amplasată într-o nișă de lângă portal. În 1411, el a finanțat o nouă capelă în spitalul Saint-Gervais (care se afla vizavi de biserica Saint-Gervais⁠(d)) și se pare că a contribuit la reparațiile bisericilor Saint-Côme și Saint-Martin-des-Champs⁠(d). În 1407, a ridicat un mormânt pentru Perenelle în cimitirul Inocenților⁠(d), pe care s-a gravat un epitaf în versuri.

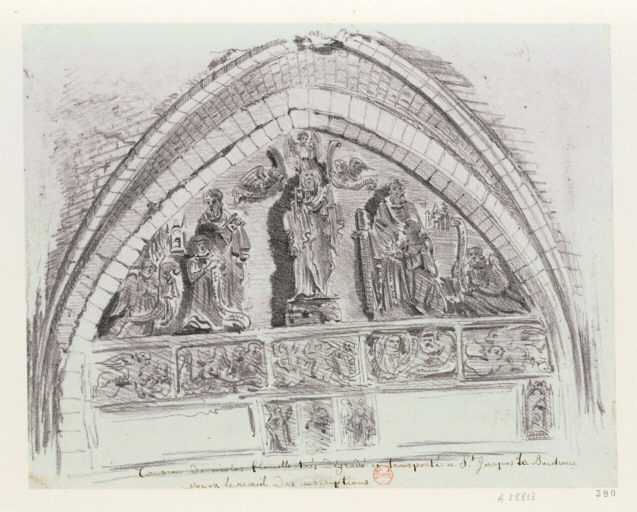
Arcada de la Petit Charnier din, construită de Nicolas Flamel în 1407— desen de Charles-Louis Bernier în 1786.

În același an, el a construit o nouă arcadă (cea care avea să atragă cel mai mult atenția alchimiștilor), de data aceasta lângă osuarul din strada Saint Denis⁠(d), și a decorat-o cu sculpturi. Și acolo, el era reprezentat împreună cu soția sa, în rugăciune la picioarele lui Hristos, ale Sfântului Petru și ale Sfântului Pavel, înconjurat de îngeri, și cu inițialele NF în tava cu călimară. Mai jos era o friză de cinci basoreliefuri înfățișând diferite figuri religioase convenționale: un leu înaripat, îngeri, o scenă a învierii, doi dragoni în luptă etc. Mai jos, trei panouri reprezentau Uciderea Pruncilor, care dăduse numele cimitirului. Iconografia acestor sculpturi este asemănătoare cu cea a altor monumente funerare din Cimitirul Inocenților. Aceste construcții și ornamente erau comune la acea vreme: în 1408, ducele de Berry a comandat sculptura de pe portalul bisericii cimitirului, reprezentând Povestea celor trei morți și trei vii⁠(d) și, în 1423–1424, a comandat pictarea marii fresce Dans macabru⁠(d), pe arcadele de la osuarul de sud (de pe Rue de la Ferronnerie⁠(d)). În 1786, în timpul distrugerii complete a Cimitirului Inocenților, au fost realizate mai multe desene de Charles-Louis Bernier (1755–1830), inclusiv cu arcada Flamel.

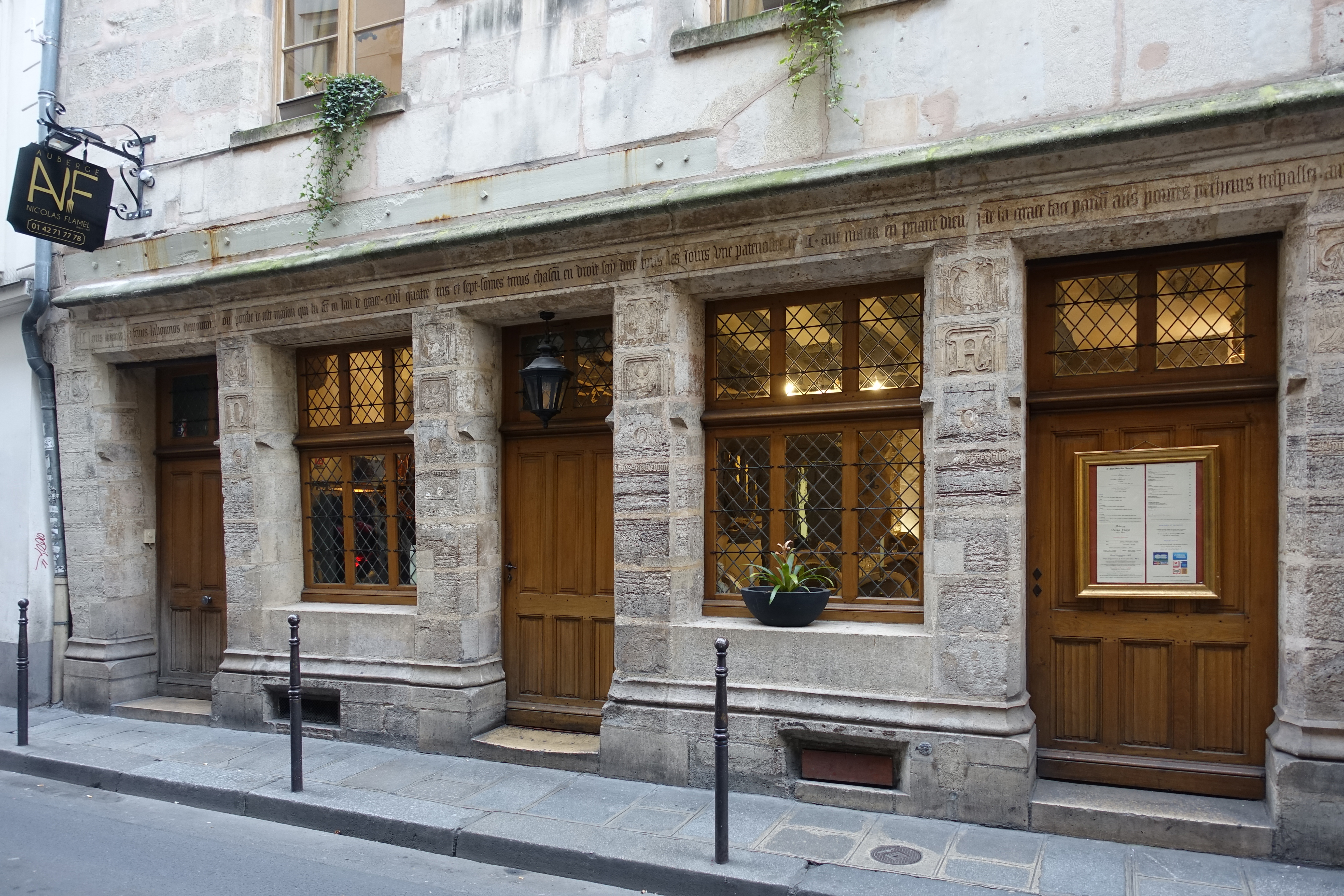
Casa lui Nicolas Flamel sau casa „au grand Pignon”, din nr. 51, astăzi căminul Nicolas Flamel.

Tot în 1407, Flamel a construit mai multe case destinate să găzduiască pe cei săraci, și pe care se vedeau „numeroase figuri gravate în pietre cu un N și un F gotice pe fiecare parte”. Cea mai cunoscută, și singura care mai există și astăzi, este casa Nicolas Flamel, numită și „au grand pignon”, din Rue de Montmorency⁠(d) (azi la nr. 51). Pe lângă inițialele lui Flamel și diverse figuri, inclusiv îngeri muzicali, stă inscripția: „Noi, bărbații și femeile, muncitorii, locuim pe pridvorul acestei case care a fost făcută în anul de har o mie patru sute șapte, fiecare dintre noi dator să spună un «Tatăl Nostru» și o «Bucură-te, Marie» în fiecare zi, rugându-ne lui Dumnezeu ca harul său să-i ierte pe bieții păcătoși plecați la Domnul. Amin.” Botezată astăzi „casa lui Nicolas Flamel”, deși nu există indicii că el ar fi locuit vreodată acolo, clădirea are reputația de a fi una dintre cele mai vechi clădiri de locuit din Paris.
Flamel deținea și o serie de case în Paris și în satele din jur, dintre care unele îi aduceau venituri, dar altele erau abandonate și în ruine. Odată cu succesul activității sale de copist și vânzător de cărți, și cu aportul soției sale Pernelle, văduvă de două ori înainte de a se căsători cu el, aceste investiții imobiliare, realizate în contextul crizei economice a Războiului de 100 de Ani, au contribuit probabil la avere.

### Piatra funerară și testamentul

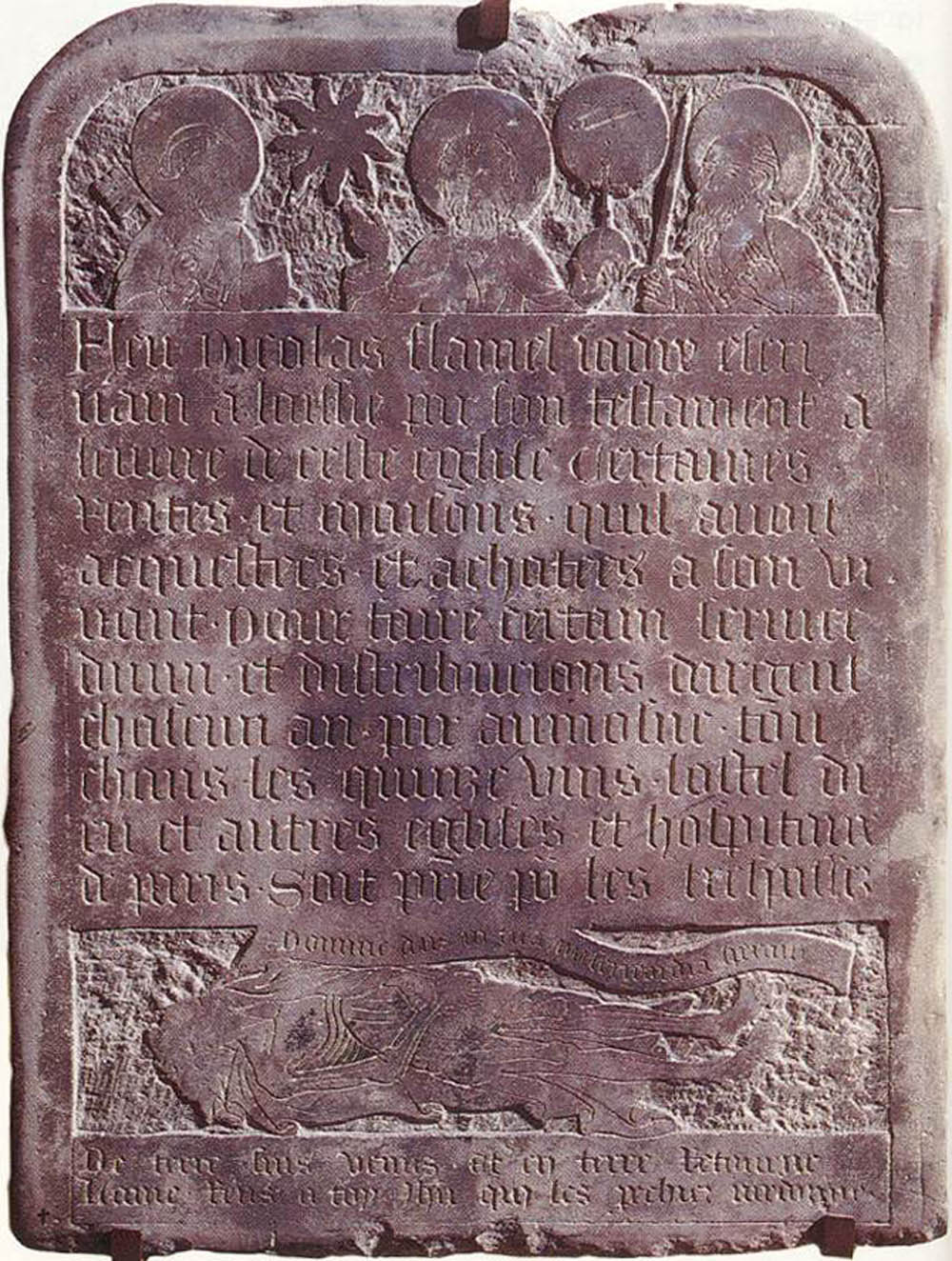
Piatra funerară a lui Nicolas Flamel, 1418, Paris,.

A murit la 22 martie 1418 și a fost înmormântat la Biserica Saint-Jacques-la-Boucherie⁠(d), unde piatra sa funerară a fost instalată pe un stâlp sub o imagine a Fecioarei. Biserica a fost distrusă la sfârșitul Revoluției Franceze, în jurul anului 1797. Piatra funerară a fost totuși păstrată și cumpărată de un anticariat de la un vânzător de fructe și legume din strada Saint-Jacques-la-Boucherie⁠(d), care a folosit-o ca tarabă pentru spanac. Cumpărată în 1839 de Primăria Parisului⁠(d), se află în prezent în Muzeul Cluny⁠(d): „Regretatul Nicolas Flamel, fost scriitor, a lăsat în testamentul său lucrării acestei biserici anumite rente și case, pe care le dobândise și le cumpărase în timpul vieții, pentru a face anumite sfinte slujbe și a împărți bani în fiecare an prin pomană pentru Quinze Vingt, Hôtel Dieu și alte biserici și spitale din Paris. Rugați-vă aici pentru cei morți. Oasele sale, precum și cele ale soției sale Pernelle îngropate împreună cu el, au fost apoi transferate în catacombele Parisului.
Numărul și caracterul ostentativ al ctitoriilor sale evlavioase, de fapt relativ modeste, precum și acumularea în testamentul său (astăzi păstrat la Biblioteca Națională) de moșteniri de mici sume au contribuit probabil la amplificarea importanței averii sale în memoria timpului. La scurt timp după moartea sa, Guillebert de Mets⁠(d), în Description de la ville de Paris (1434) vorbește despre Flamel ca fiind „scriitor care a făcut atâta pomană și ospitalitate și și-a făcut mai multe case unde locuiau meșteșugari jos și din chiria pe care o plăteau, erau întreținuți muncitori sărmani deasupra”. Și încă din 1463, în timpul unui proces privind succesiunea sa, un martor a spus deja că „[Flamel] era cunoscut ca fiind cu jumătate mai degrabă bogat decât nu”. În acest context a apărut zvonul că și-ar fi datorat averea descoperirii pietrei filozofale a alchimiștilor, capabilă să transforme metalele în aur.

## Legenda alchimistului

### Cum să devii alchimist
Mitul alchimistului Nicolas Flamel este rezultatul mai multor fenomene ale tradiției alchimice. În primul rând, începând cu secolul al XV-lea, din credința în originea alchimică a anumitor averilor burgheze din Evul Mediu: pe lângă Flamel (cel mai cunoscut), a fost cazul lui Jacques Coeur⁠(d) (c. 1400–1456) , a lui Nicolas le Valois (c. 1495–c. 1542; cel mai înstărit din Caenului și fondator al Hôtel d'Escoville⁠(d)), sau chiar a negustorului german Q1426305⁠(d) (c. 1395–1469). Apoi prin pseudoepigrafie, prin care tratatele alchimice erau atribuite autorităților antice (Aristotel, Hermes Trismegistus etc.) sau medievale (Albert cel Mare, Toma d’Aquino, Ramon Llull, Arnaldus de Villanova…), pentru a compensa „marginalitatea unei discipline care nu a fost niciodată integrată cu adevărat în cunoștințele universitare”. În cele din urmă, odată cu Renașterea, „folosirea limbajului alegoric și a simbolismului pictural devine sistematică în textele alchimice; aceasta a dus, de la mijlocul secolului al XVI-lea, la „exegeza alchimică”, care caută un sens ascuns atât în textele biblice, cât și în poveștile mitologiei greco-romane⁠(d) (în special la legenda Lânii de Aur), și, în sfârșit, în decorațiunile simbolice ale arhitecturii medievale.
Cea mai veche urmă a acestei legende este un text de la sfârșitul secolului al XV-lea, Le Livre Flamel (Cartea Flamel), care este de fapt traducerea în franceză a unui tratat în latină din secolul al XIV-lea, Flos florum (Floarea florilor), atribuită atunci lui Arnaldus de Villanova. Acest text avea o anumită circulație, iar o versiune scurtă a fost tradusă în engleză la mijlocul secolului al XVI-lea. De-a lungul acelui secol, și alte tratate au fost atribuite lui Flamel. Este în special cazul lui Livre des lavaures, care este de fapt traducerea în franceză a tratatului latinesc Rosarius din secolul al XIV-lea al alchimistului englez John Dastin⁠(d): pe un manuscris din secolul al XV-lea, numele posesorului a fost șters și înlocuit cu cel al lui Flamel.

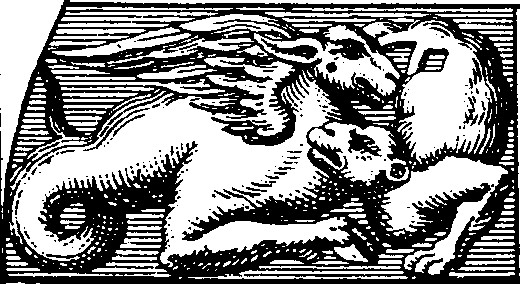
Figura celor doi dragoni, aflată la originea interpretării alchimice a arcadei lui Nicolas Flamel, căruia i s-a atribuit poezia Sumar filosofic.

În același timp apare ideea că în figurile alegorice religioase care împodobesc arcadele Cimitirului Inocenților⁠(d) se ascunde un înțeles alchimic. Prima urmă se găsește în cartea De antiquitate et veritate artis chemicae (1561) a alchimistului Robert Duval⁠(d) (tratat care va fi pus la începutul primului volum al marii antologii alchimice Theatrum chemicum⁠(d) din 1602): „Acestei categorii de ficțiune îi aparține enigma lui Nicolas Flamel, care înfățișează doi șerpi sau dragoni, unul înaripat, celălalt nu, și un leu înaripat  etc”. Această idee se regăsește și în comentariile în proză din a doua jumătate a secolului al XVI-lea pe marginea poeziei Le Grand Olympe (care face o interpretare alchimică a Metamorfozelor lui Ovidiu). Tot în 1561, în colecția sa de poezii alchimice Despre transformarea metalică : Trois tractés en rithme françois, Robert Duval îi atribuie lui Flamel Sumarul filosofic, fără îndoială pentru că prezenta și motivul celor doi dragoni (dragonul fiind unul dintre principalele simboluri alchimice). Poezia, căreia i se adresează [Cui] vrea să aibă cunoștințe / Despre metale și știință adevărată / Cum trebuie ele transmutate / Și dintr-unul în altul să se prefacă”, preia teoria clasică alchimică care afirmă că toate metalele sunt compuse din două „semințe”: sulful, fix și masculin, și mercurul (argintul viu), volatil și feminin.
Legenda a fost repetată de mai multe ori între 1567 și 1575 de influentul doctor paracelsian Jacques Gohory⁠(d). Aici, se amestecă cu unul dintre cele mai alterate toposuri⁠(d) ale literaturii alchimice de la Tableta de Smarald⁠(d) și care i se potrivea bine librarului Flamel: descoperirea unei cărți antice care conține secretul pietrei filozofale. În primul rând Noël du Fail⁠(d) a fost cel care a introdus-o în 1578 citând, în sprijinul vindecărilor miraculoase ale lui Paracelsus, pe cei mai renumiți alchimiști dintre care „Nicolas Flamel, parizian, care era scriitor sărac, și după ce a găsit într-o carte veche o rețetă metalică, a fost unul dintre cei mai bogați ai vremii sale, este martor la superbele clădiri pe care le-a făcut la cimitirul S. Inocenți, la Saincte Geneviefve des Ardens, la S. Jaques la Boucherie, unde apare în demirelief, cu biroul său în lateral, și însoțitorul la umăr, îl considera bogat și Perronelle (era femeia lui) de mii cinci sute de mii de scuzi, pe lângă imensa pomană și înzestrare pe care le-a făcut”. Ideea a prins, căci se regăsește în 1592 într-o notă de la sfârșitul unui manuscris al unui text alchimic Scrisoarea lui Almasatus.
Legenda a devenit atât de populară încât a fost ironizată în 1585 de Noël du Fail⁠(d) (care se pare că între timp și-a schimbat poziția) în Contes et Discours d'Eutrapel (1585), unde Flamel apărea ca alchimist și autor al Rezumatului filozofic în înregistrările Bibliotheques françoises ale lui La Croix du Maine⁠(d) (1584) și Antoine du Verdier⁠(d) (1585). La Croix du Maine mai relatează și zvonuri care circulau în acea vreme, potrivit cărora averea lui Flamel nu provenea din talentele sale de alchimist, ci din faptul că și-a însușit datoriile ce trebuiau plătite evreilor, expulzați apoi din Paris (Carol VI -lea a semnat un edict de expulzare în 1394). Pentru a ascunde acest fapt, el ar fi lăsat să se creadă că a descoperit piatra filosofală și ar fi finanțat ctitorii religioase.
Ea a trecut granițele în 1583, belgianul paracelsian Gérard Dorn traducând în latină pasaje din Rezumatul filosofic, și o găsim în Germania în 1605 și în Anglia în 1610.
Existau toate ingredientele pentru ca cea mai faimoasă lucrare atribuită lui Flamel să apară în 1612: Cartea figurilor hieroglifice.

### Cartea figurilor hieroglifice

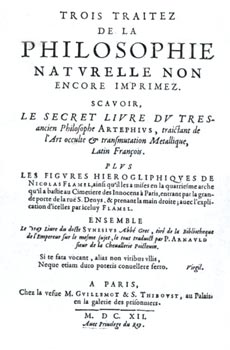
Coperta celor Trei tratate de filosofie naturală.

În 1612, apare la Paris Trois traitez de la philosophie naturelle non encore imprimez (Trei tratate ale filosofiei naturale încă netipărite), de Pierre Arnauld Sieur de la Chevallerie, Poitevin. Pe lângă două tratate în versiunile latină și franceză de Artéphius⁠(d) și Synésius⁠(d), există un text în franceză: „Figurile hieroglifice ale lui Nicolas Flamel, așa cum le-a așezat în al patrulea arc pe care l-a construit în Cimitirul Inocenților din Paris, la intrarea pe poarta principală dinspre strada S. Denys și luând-o la dreapta; cu explicatia insulelor lui Flamel”.
Lucrarea este prezentată ca traducerea din latină a unui text de Flamel scris între 1399 și 1413. Reluând toposul⁠(d) literaturii alchimice a descoperirii unei cărți străvechi, Flamel povestește acolo că a achiziționat pentru doi florini o carte misterioasă și străveche în latină, compusă din „de trei ori șapte foi” din scoarță legată într-un înveliș de aramă „gravat tot cu litere și cifre”. Pe prima foaie este titlul „Le livre d'Abraham le Juif, prince, prêtre lévite, astrologue et philosophe, à la gent des juifs par l'ire de Dieu, dispersée aux Gaules, salut.” Această carte, scrisă de un „om tare învățat”, explică cum „pentru a-și ajuta poporul captiv să plătească tribut împăraților romani și pentru a face altceva, despre care nu voi vorbi, i-a învățat transmutarea metalică în cuvinte obișnuite […] cu excepția primului agent despre care nu a spus niciun cuvânt, ci […] el l-a pictat și l-a închipuit prin foarte mare artificiu”. Textul cărții lui Avraam Evreul explică așadar procesul Marii Opere (pe care Flamel nu o repetă) fără a preciza ingredientul inițial, materia prima alchimiștilor, care este dată doar de iluminări misterioase, care sunt descrise dar nu reproduse în Cartea figurilor hieroglifice.
În ciuda ajutorului soției sale Pernelle, Nicolas Flamel nu a reușit cu Marea Operă timp de douăzeci și unu de ani (același număr de ani cât are paginile cărții) din lipsa de înțelegere a iluminărilor. Apoi a mers într-un pelerinaj la Santiago de Compostela, unde a întâlnit un bătrân medic evreu convertit, care i-a explicat în cele din urmă ilustrațiile.
Întors la Paris, reușește în sfârșit să transforme mercurul în argint, apoi în aur la 25 aprilie 1382: „Am făcut proiecția cu piatră roșie pe o cantitate similară de mercur […] pe care am transformat-o cu adevărat în aproape la fel de mult aur pur, cu siguranță mai bun decât aurul comun mai moale și mai flexibil.”

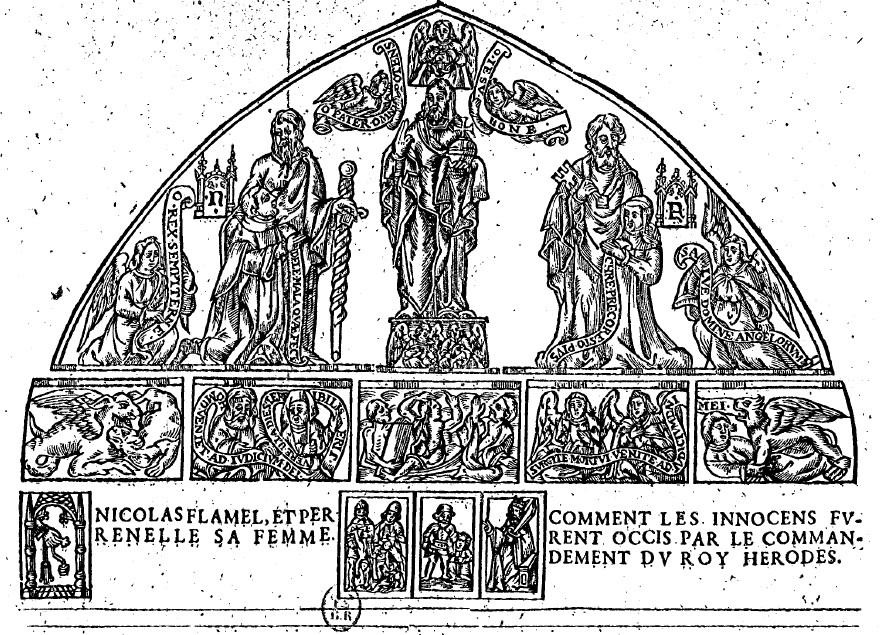
Arcada Cimitirului Inocenților din Cartea figurilor hieroglifice.

Cu averea astfel dobândită, Flamel și soția sa au „fondat și închiriat paisprezece spitale în acest oraș al Parisului, au construit trei capele noi, împodobite cu donații mari și rente bune, șapte biserici, cu mai multe reparații în cimitirele lor, în plus față de ceea ce făcusem noi la Boulogne, care nu este mai puțin decât ceea ce am făcut aici” (mult mai mult decât darurile și lucrările istoricului Flamel). Și Flamel pictează pe o arcadă a Cimitirului Inocenților „figuri hieroglifice” care au atât o interpretare teologică cât și o interpretare filozofică după magisteriul lui Hermes”. El dă mai întâi pe scurt explicația teologică; prin urmare „cei doi dragoni uniți […] sunt păcatele care sunt în mod natural intrețesute [înlănțuite unul de celălalt]; pentru că unul la nașterea celuilalt: unii pot fi alungați cu ușurință, deoarece vin ușor, pentru că zboară spre noi în orice moment. Și cei fără aripi nu pot fi izgoniți, așa cum este păcatul împotriva Duhului Sfânt⁠(d)”. El dă apoi, într-un mod mult mai amplu, explicația sensului alchimic, explicație în care simbolismul culorilor ocupă un loc important: „acestea sunt cele două principii ale filosofiei pe care înțelepții nu au îndrăznit să le arate propriilor copii. Cel de jos fără aripi este cel fix, sau masculul; deasupra este femela volatilă, sau altfel femeia neagră și obscură […] Prima se numește sulf, sau caliditate și uscăciune, iar cea din urmă argint viu, sau frig și umiditate. Ele sunt soarele și luna izvorului mercurial...”

### Datare și atribuire

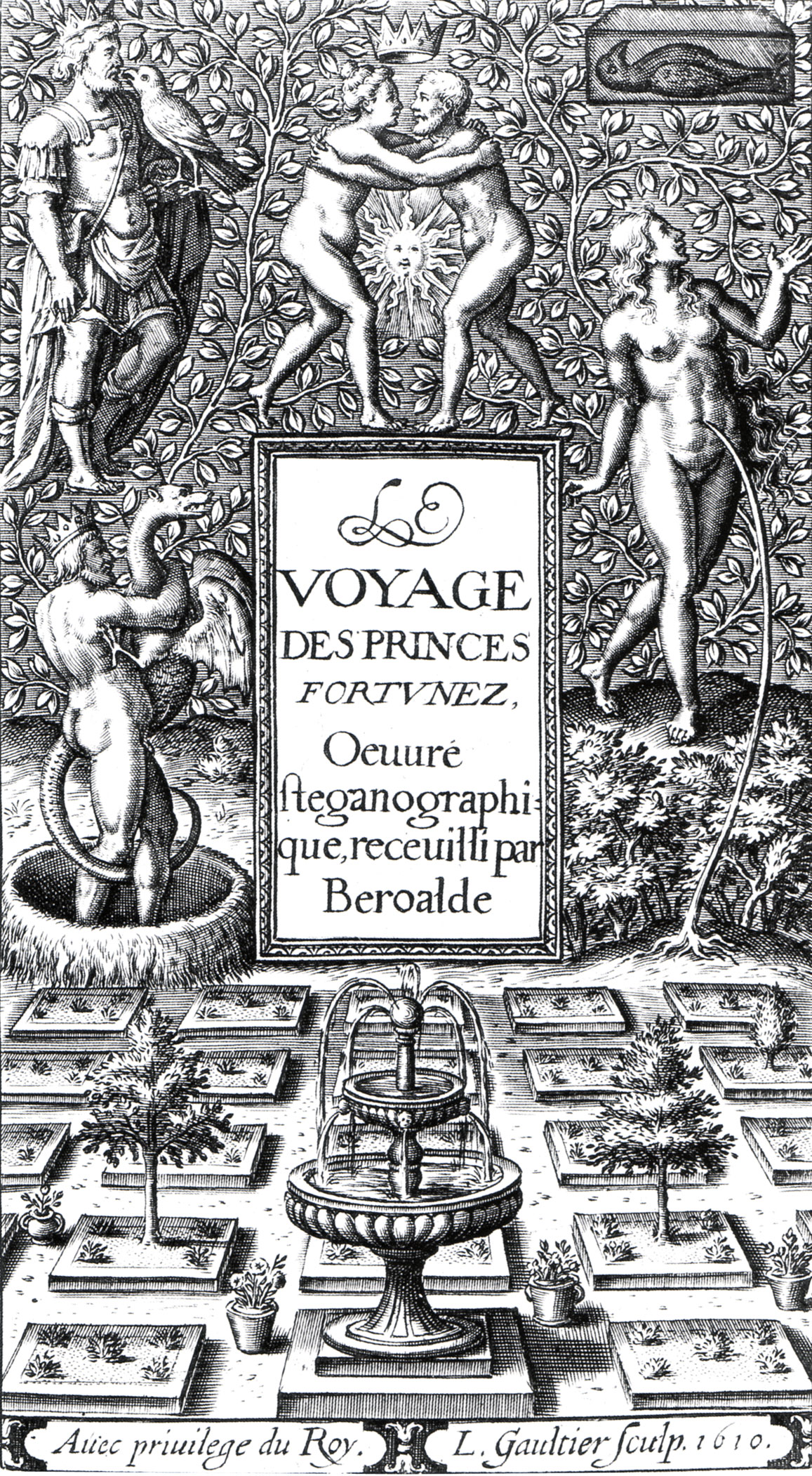
Le Voyage des Princes Fortunés (1612), roman alchimic de, posibilul autor real al Cărții figurilor hieroglifice.

Nu a fost găsit nici un original medieval, nici al Cărții figurilor hieroglifice, nici al Cărții lui Avraam Evreul. Două manuscrise latine ale Cărții cifrelor au ieșit recent la lumină, dar se dovedesc a fi „Traduceri latine” din textul francez din 1612 realizat la începutul secolului al XVII-lea.
De fapt, totul indică faptul că este un text scris între sfârșitul secolului al XVI-lea și începutul secolului al XVII-lea: vocabularul (începând cu cuvântul hieroglifă), anacronismele (textul citează numele alchimistului Lambsprinck⁠(d), menționat pentru prima dată de Nicolas Barnaud⁠(d) în 1599). Sursa reală este  celebra colecție de tratate alchimice medievale⁠(d) Artis auriferae publicată în 1572 (În Les figures hiéroglyphiques, teoriile alchimice sunt adesea prezentate în aceeași ordine, dar uneori în sens opus).
Conform lui Claude Gagnon, P. Arnaud de la Chevallerie ar fi pseudonimul lui Béroalde de Verville (1556–1626) (sub forma anagramei imperfecte „Arnauld de Cabalerie”), un scriitor interesat de alchimie și de Cabală, cel mai bine cunoscut astăzi pentru satira sa Le Moyen de Parvenir (1617). În sprijinul acestei ipoteze, Gagnon a găsit într-o notă a unui bibliograf din secolul al XVII-lea de pe o copie din Bibliothèque françoise din La Croix du Maine, titlul unei lucrări de Béroalde: Aventurile lui Ali el Moselan poreclit în cuceririle sale Slomnal Calif, Paris 1582, tradus din arabă de Rabi el Ulloe de Deon”. Slomnal Calife este o anagramă a lui „Nicolas Flamel”, iar Rabi el Ulloe de Deon e o anagramă a lui „Beroalde de Verville”. Un alt element este că Béroalde de Verville publică, în același an și cu același editor ca și Les Figures hiéroglyphiques, Palatul Curioșilor, în care își avertizează cititorii alchimiști împotriva „celor care vă dezamăgesc și care, sub frumoasele povești ale lui Flammel și ale altora, vă spionează sufletele, pentru a le distruge”.
Această atribuire nu i-a convins însă pe anumiți specialiști în Béroalde de Verville. Pe de altă parte, Bruno Roy preia ipoteza lui Gagnon despre autorul Figurilor hieroglifice: „Până la urmă, Flamelul lui Béroalde este mult mai atractiv pentru noi decât adevăratul burghez bigot, megaloman și birocrat care a trăit în secolul al XIV-lea. O altă pistă este descoperirea de către François Secret în manuscrise alchimice de la începutul secolului al XVII-lea a numelui unui „Domn de Cavalerie din Chartres”, dar despre care nu se mai știe nimic.

### Soarta legendei

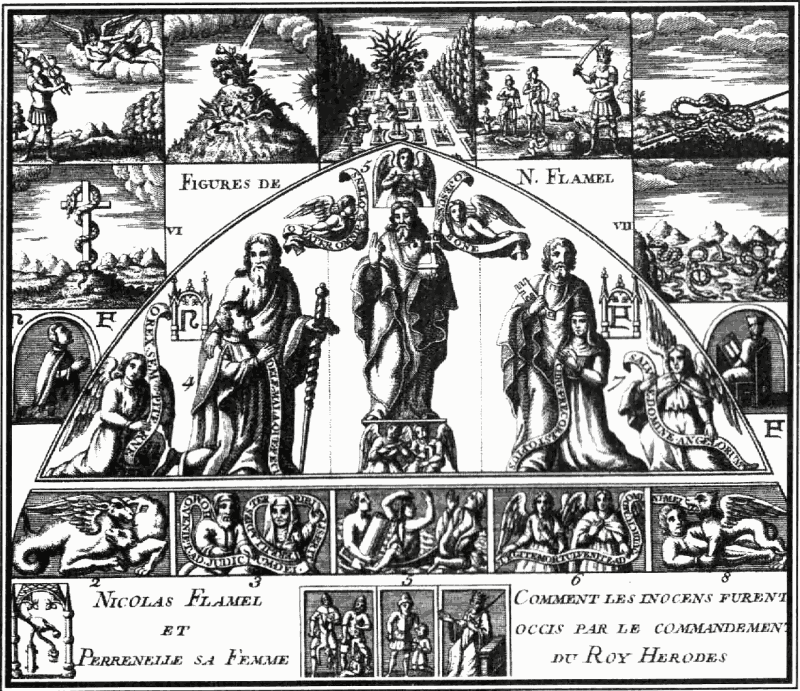
Figurile hieroglifice din arcada Cimitirului Inocenților înconjurate de figuri din Cartea lui Avraam Evreul.

Acest text a avut un succes imediat și a popularizat pe scară largă mitul lui Flamel, care a devenit alchimistul francez chintesențial. În afară de faptul că averea sa presupus fabuloasă, ale cărei urme sunt încă vizibile la Paris, mărturiseau succesul său în căutarea pietrei filozofale, acest succes se datorează poate parțial faptului că, la vremea Contrareformei, Flamel oferea o figură de alchimist care o venera pe Fecioară și pe sfinți, în timp ce disciplina era dominată de alchimiștii reformați din „renașterea paracelsiană”, în mijlocul căreia s-au născut și alte mistificări literare alchimice promise de succes: Salomon Trismosin⁠(d) (apărut în 1598), presupusul maestru al lui Paracelsus (1493/4–1541), Basile Valentin⁠(d) (1600), care ar fi fost un călugăr benedictin din secolul al XV-lea, precum și manifestele rozacruciene (1614–1615) și Nunțile chimice ale lui Christian Rosenkreutz⁠(d) (1616).
Cartea figurilor hieroglifice a trecut prin numeroase ediții și traduceri. După cum s-a indicat deja, pseudo-originalele latine sunt niște falsuri. Figurile din Cartea lui Avraam Evreul care sunt descrise simplu în ediția din 1612 au fost în curând reproduse în manuscrise și în edițiile ulterioare. Această tradiție a continuat până în secolul al XVIII-lea, când a apărut în germană la Erfurt într-un Uraltes chymisches Werck (1735): „O lucrare chimică foarte veche a rabinului Abraham Eleazar, pe care autorul a scris-o parțial în latină și arabă, parțial în caldeeană și siriacă, și care a fost apoi tradusă în limba noastră germană de către un anonim”, care conține o nouă versiune a figurilor din Cartea lui Avraam.

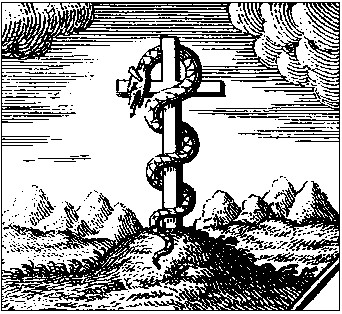
„O cruce pe care șarpele era răstignit”
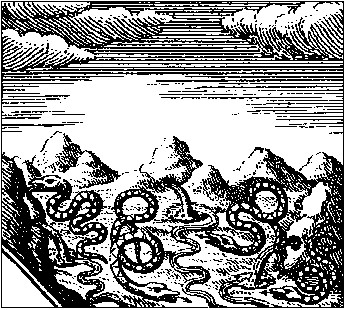
„Pustii, în mijlocul cărora curg mai multe frumoase fântâni, din care ieșeau mai mulți șerpi, care șerpuiesc pe aici, pe colo.”
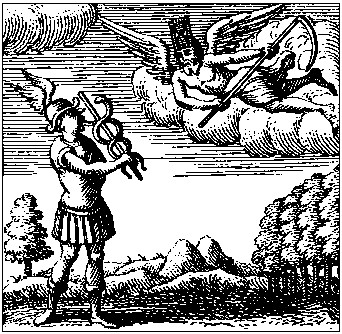
„Un tânăr cu aripi la călcâie, având în mână un caduceu cu doi șerpi încolăciți, cu care lovește o salată care îi acoperă capul, […], spre care vine alergând și zburând cu aripile deschise, un bătrân mare, pe capul căruia este legat un orologiu, și în mâinile căruia este o coasă ca a morții,  mains une faux comme la mort, cu care, teribil și furios, vrea să taie picioarele lui Mercur.”
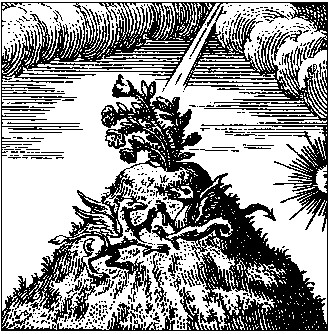
„O floare frumoasă în vârful unui munte foarte înalt, pe care vântul o bate foarte tare, ea are tulpina albastră, florile albe și roșii, frunzele strălucitoare ca aurul fin, în jurul căreia dragoni și grifoni înaripați își fac cuib și adăpost.”
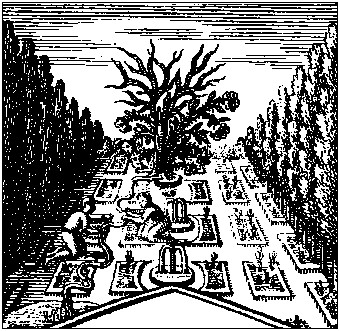
„O frumoasă tufă de trandafiri înfloriți în mijlocul unei frumoase grădini, urcând pe un stejar scorburos, la rădăcina căruia bolborosește o fântână cu apă foarte albă, care curge spre o cascadă spre abis, trecând însă mai întâi prin mâinile nesfârșitelor popoare care sapă în pământ căutând-o: dar pentru că sunt orbi, niciunul nu o cunoaște, în afară de cineva care cunoaște greutatea.”
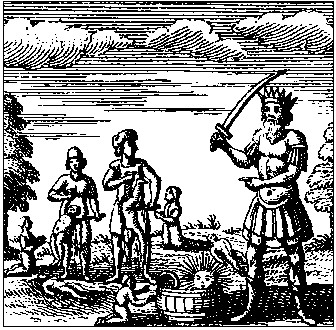
„Un rege cu o sticlă mare, care ordonă soldaților să ucidă mulți copii mici, ale căror mame plâng la picioarele nemiloșilor oșteni, sângele copilașilor fiind apoi strâns de alți soldați, și pus într-un vas mare, în care soarele și luna se scaldă.”

Și alte texte i-au fost atribuite lui Flamel. În 1619 a apărut, împreună cu Traicté du Soulphre al polonezului Michael Sendivogius, un Thresor de Philosophie ou Original du Desir desiré de Nicolas Flamel, care nu este altceva decât o versiune franceză a lui Thesaurus philosophiae de Efferarius Monachius (seecolul al XIV-lea). Atribuirea este probabil legată de Livres de laveurs care începe cu „Dorința dorită și prețul pe care nimeni nu îl poate prețui”. La fel este și pentru Le Grand Eclairsissement de la Pierre Philosophale for the transmutation of all metals (1628), traducere în franceză a tratatului italian Apertorio alfabetale (1466 sau 1476) de Cristoforo Parigino (Christophe Parizianul⁠(d)).

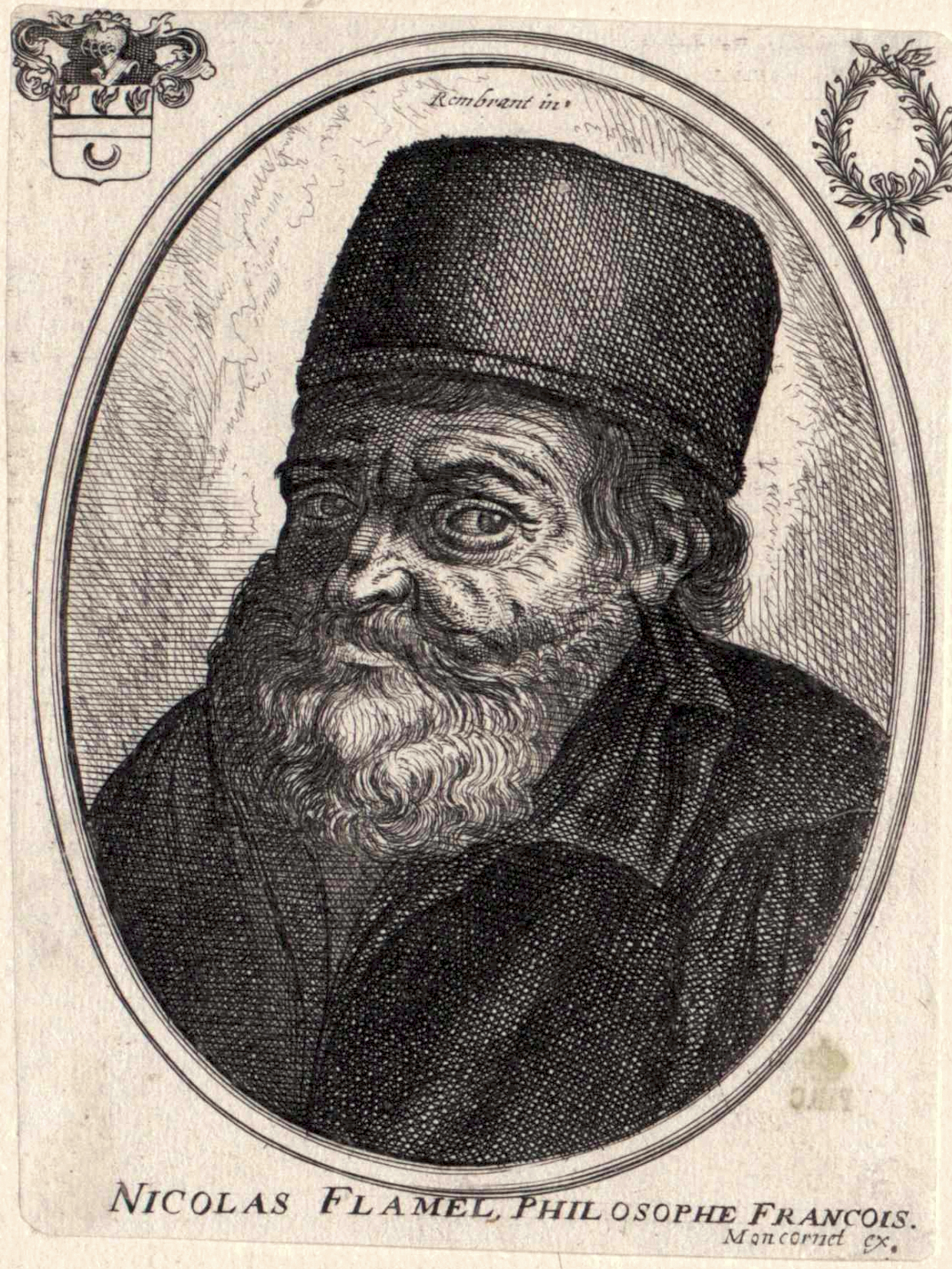
Nicolas Flamel Filosoful Francez de (1600-1670), probabil după o gravură de Rembrandt.

În 1655, Pierre Borel⁠(d), medicul lui Ludovic XIV-lea și primul bibliograf al alchimiei, a relatat în Tresor de recherche et antiquitez gauloises et françoises mai multe zvonuri și vorbe care circulau pe atunci despre Flamel: Regele Carol al VI-lea l-ar fi trimis să se intereseze de averea sa pe maître des requêtes domnul de Cramoisy, a cărui tăcere Flamel ar fi cumpărat-o cu o matra (vază) plină cu pulbere de proiecție (una din formele pietrei filosofale); se spune că casa lui Flamel ar fi fost percheziționată după Cartea lui Avraam Evreul, care a fost găsită în cele din urmă de cardinalul de Richelieu cu puțin timp înainte de moartea sa în 1642. S-a mai spus că Richelieu ar fi executat un alchimist pe nume Dubois care se pretindea drept moștenitorul secretului lui Flamel.
În același timp, istoricul parizian Henri Sauval (1623–1676), era mai sceptic: „Ermeticii care caută pretutindeni Piatra Filosofală fără să o poată găsi, au meditat atât de mult la unele portaluri ale Bisericilor noastre, încât până la urmă au găsit acolo ceea ce pretind. […] Își distilează mintea în versuri și figuri gotice prin excelență, unele sculptate, altele gravate, după cum se spune, atât pe pietrele casei de la colțul străzii Marivaux, cât și ale celor două spitale pe care el [Flamel] le făcuse în rue de Montmorenci.”

### Flamel în Epoca Iluminismului
Alchimia nu a dispărut complet odată secolul al XVIII-lea și cu apariția iluminismului⁠(d). Dar, deși se păstra o anumită prudență științifică (Newton, în timpul studiilor sale alchimice, era interesat de „hieroglifele” din Livre des figures și din Livre d'Abraham le juif), deoarece nu părea posibil să se demonstreze imposibilitatea teoretică a transmutării, eșecul îndeplinirii în practică a alchimiei a accentuat treptat discreditarea morală și socială a acesteia în cursul secolului. Ea a fost percepută din ce în ce mai mult ca o himeră mistuitoare, ca în cazul lui Fontenelle (Istoria Academiei de Științe 1722) și al lui Montesquieu într-una dintre scrisorile sale persane⁠(d) (1721): Rica povestește că a întâlnit un om în curs de ruinare pentru că credea că a realizat marea operă și care afirma: „acest secret, pe care l-a găsit Nicolas Flamel, dar pe care Raymond Lully și un milion de alții l-au căutat mereu, a venit la mine, iar astăzi mă aflu un adept fericit”.
Alături de transmutarea metalelor, prelungirea vieții a fost celălalt scop al alchimiei, sub forma elixirului vieții (numit uneori și aur potabil⁠(d)). Pe vremea contelui de Saint-Germain⁠(d), care se dădea drept nemuritor, a apărut credința că Nicolas Flamel și soția sa Pernelle încă trăiesc. În 1712, Paul Lucas⁠(d), anticarul regelui și mare călător, a relatat, fără să creadă prea mult, în Călătoria domnului Paul Lucas, făcută din porunca regelui în Grecia, Asia Mică, Macedonia și Africa: Conținând descrierea Anatoliei, Caramaniei⁠(d), & Macedoniei, că un derviș întâlnit în Turcia i-a spus că piatra filosofală prelungește viața cu o mie de ani, cu dovada că l-ar fi întâlnit pe Nicolas Flamel în India cu trei ani mai devreme. Soția lui, Pernelle, nu ar fi murit nici ea în 1397, ci s-ar fi stabilit în Elveția, unde ar fi venit în 1418 și soțul ei. Legenda continua spunând că Flamel l-a întâlnit pe contele Desalleurs, ambasadorul Franței în Turcia din 1747 până la moartea sa în 1754, și că în 1761, împreună cu soția și fiul lor, ar fi fost văzut la operă.

În 1758, abatele Étienne-François Villain a publicat un studiu detaliat al istoriei parohiei sale Saint-Jacques la Boucherie, în care respingea legenda lui Flamel ca alchimist, afirmând mai întâi că averea lui Flamel era departe de a fi atât de considerabilă cum spuneau unii, de exemplu Nicolas Lenglet Du Fresnoy⁠(d) în a sa Istoria filosofiei ermetice (1742), care afirma că donațiile religioase ale lui Flamel erau „mai considerabile decât cele făcute chiar de regi și principi”. Pe de altă parte, Villain sublinia că Livre des figures hiéroglyphiques era o apocrifă produsă de presupusul ei traducător, Pierre Arnauld de la Chevallerie. El a fost atacat viguros de Antoine-Joseph Pernety⁠(d), cunoscut sub numele de Dom Pernety, un fost benedictin iubitor al ermetismului, transmis de Fréron⁠(d) în jurnalul său L'Année littéraire⁠(d), în timp ce Villain, sprijinit de iezuiții din Journal de Trévoux⁠(d), a publicat în 1761 un studiu mai complet: Istoria critică a lui Nicolas Flamel și a soției lui Pernelle; culeasă din actele străvechi care justifică originea și mediocritatea averii lor împotriva imputațiilor alchimiștilor. Pernéty critica în special metoda istorică a lui Villain: „Poate cineva să-și imagineze în mod rezonabil că un filozof ermetic s-ar afișa astfel? Și părintele V... credea că îl va găsi pe Flamel filosoful în contractele de închiriere, în chitanțe etc.? ale lui Flamel, persoana privată? […] Chiar era nevoie să folosim peste 400 de pagini pentru a ne copleși cu detaliile meticuloase ale acestor închirieri, ale acestor chitanțe etc. ale lui Flamel comportându-se ca un bun burghez creștin? Ca părintele V… să se convingă că Flamel merită numele de Filosof, ar dori ca în contractele pe care le-a făcut, în chitanțele pe care le-a primit sau le-a dat, să se semneze Nicolas Flamel, Filosof Ermetic? Pernety susține că există un Breviar al lui Flamel, datat 1414. Acest Breviar găsit în două manuscrise ilustrate din secolul al XVIII-lea, care folosește vocabular și sintaxă necunoscute în secolul al XV-lea și care citează Livre des Figures Hiéroglyphiques, este tot o apocrifă de mai târziu.

Extrase din Alchimia lui Flamel, de Chevalier Denys Molinier - manuscris din secolul al XVIII-lea.
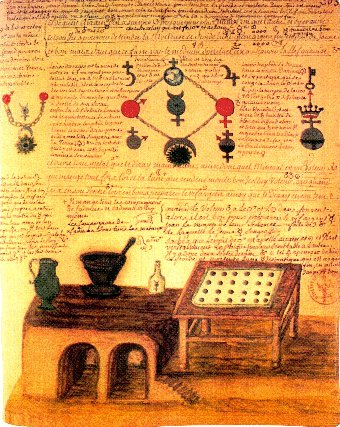
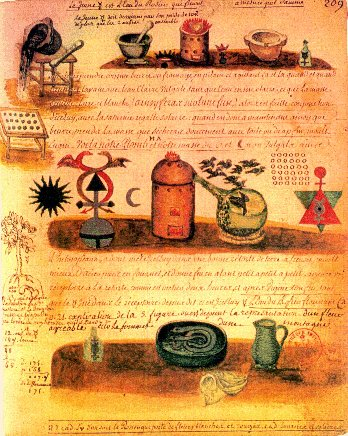
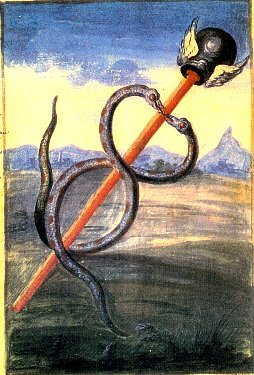
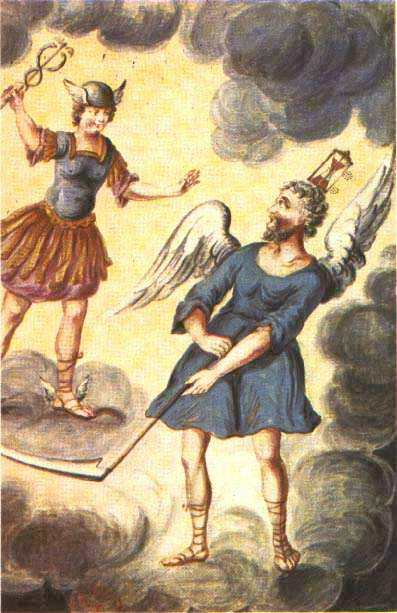
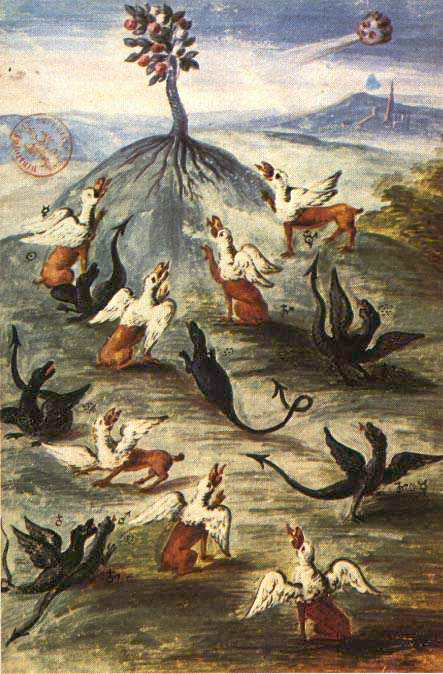
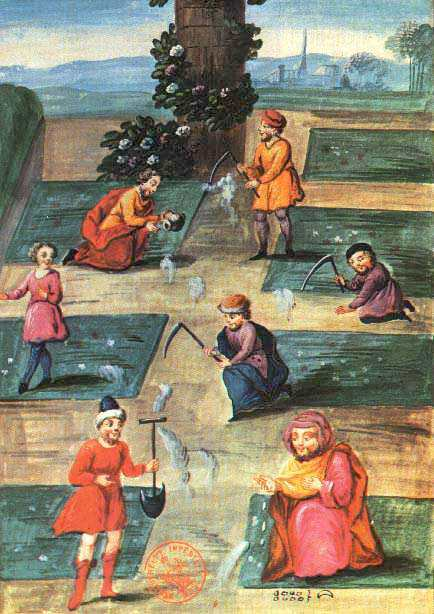
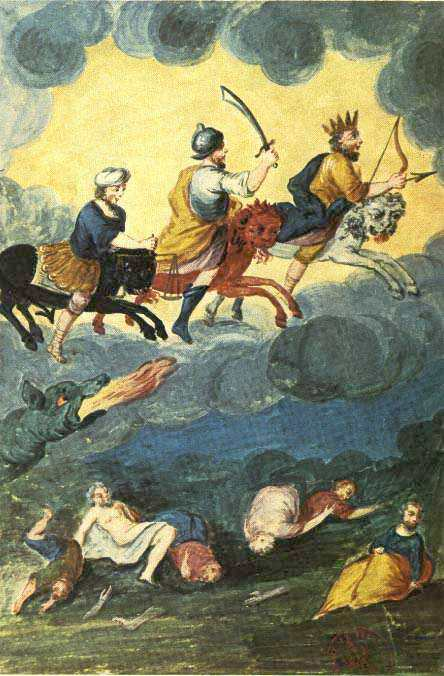
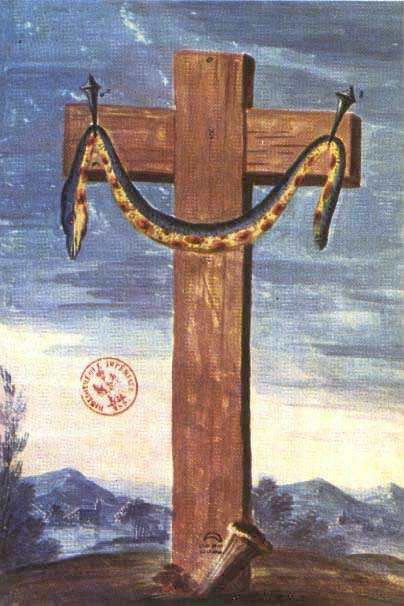

Concluziile abatelui Villain au fost atacate cu putere și de alchimistul ardenean Onésime Henri de Loos (1725-1785) în Flamel răzbunat, adepții săi apărați, și tradiția readusă în vigoare împotriva atacurilor, insultelor ignoranței, împotriva ficțiuni și imposturilor criticii. El conchide: „Comentariul hieroglifelor nu este și nu ar fi putut fi opera unui filozof speculativ, care doar combină idei, care bâjbâie printre principii și încearcă să tragă cu îndemânare concluzii din ele. Ea este, dimpotrivă, capodopera unui om consumat în practică, o colecție de observații din cele mai fine și mai delicate ale unui maestru obișnuit să vadă și să vadă bine; și care, prin forța unui geniu ajutat de obișnuință, ghicește totul, explică totul și se întoarce la cauzele secrete ale crizelor naturii. Nicio carte nu este atât de plină de aceste trăsături care caracterizează un martor ocular: nicio carte nu este mai puțin potrivită pentru un începător, ea este doar pentru adepți. Din acest motiv, fără îndoială, el este mai prețios și mai estimabil. Nimeni nu-i va reproșa lui Flamel că l-a dus într-un labirint, din moment ce el declară mai întâi că închide ușa și că nu o va deschide niciodată, decât dacă cheia ar fi găsită în altă parte. Toate acestea, bine luate în considerare, și referindu-ne la celelalte motive pe care le-am invocat, dau excluderea lui Sieur de la Chevallerie și a lui Gohorry.”

### Flamel în vremurile contemporane

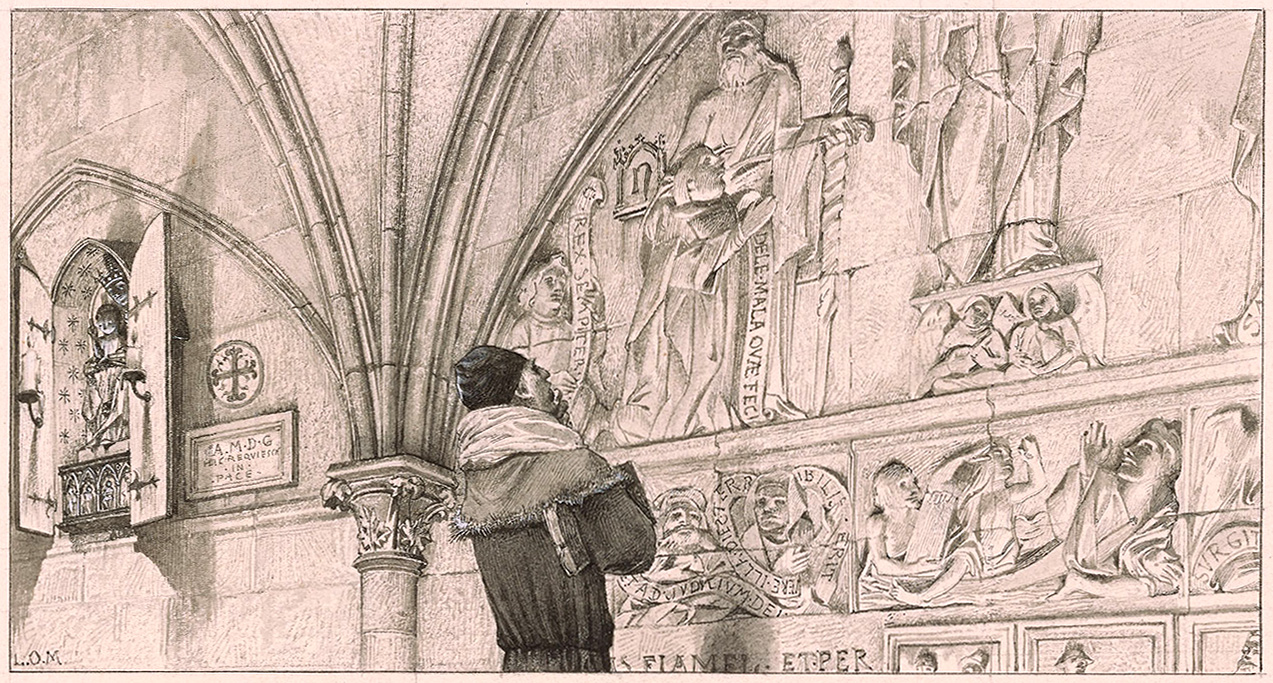
, arhidiaconul și alchimistul de la Notre-Dame de Paris meditând în fața arcadei din.

Odată cu apariția chimiei moderne la sfârșitul secolului al XVIII-lea, alchimia și-a pierdut tot creditul științific și a cunoscut un considerabil declin ca disciplină. Dar „romantismul inventează imaginea unei științe alchimice blestemate, neînțelese, eroice și persecutate”. Flamel devine figura prin excelență, mai ales în Franța. În 1828, tânărul Gérard de Nerval a făcut o piesă de teatru (Nicolas Flamel), la fel și Alexandre Dumas în 1856 (La Tour Saint Jacques). Frollo⁠(d), arhidiaconul alchimist din Notre-Dame de Paris (1831) de Victor Hugo, merge să mediteze în fața figurilor hieroglifice din Cimitirul Inocenților. În 1842, a fost eroul din Souffleur, o povestire fantastică de Amans-Alexis Monteil⁠(d) din Istoria francezilor din diferite stări, în ultimele cinci secole.

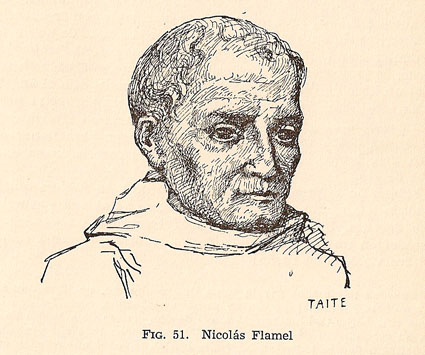
Nicolas Flamel - portretul lui Nicolas Flamel (1893) de Albert Poisson după gravura portalului din Histoire critique de Nicolas Flamel et de Pernelle sa femme a abatelui Villain (1761): „Nu este oare acest adept tipul adevăratului alchimist, care lucrează necontenit, niciodată obosit, niciodată descurajat, împărțindu-și timpul între rugăciune, studiu și laborator, dorind știința doar de dragul ei, apoi ajungând la țelul său, și folosind bogăția dobândită în fapte bune, continuând ca el însuși să trăiască modest? Ce alt alchimist ne-ar putea oferi o viață atât de plină? Alții, Sethon, Kelley, Bacon, ne oferă o existență mai plină de evenimente, mai dramatică, dar mai puțin bogată în documente psihologice.”

Fondatorul ocultismului, Éliphas Lévi, dă asigurări în Istoria magiei: „Tradiția populară asigură că Flamel nu a murit și că a îngropat o comoară sub turnul Saint-Jacques-la-Boucherie. Această comoară cuprinsă într-un cufăr de cedru acoperit cu lame din cele șapte metale, nu ar fi altceva, spun adepții luminați, decât copia originală a celebrei cărți a lui Avraam Evreul, cu explicațiile ei scrise de mâna lui Flamel, și mostre de pulberi de proiecție suficiente pentru a schimba Oceanul în aur dacă Oceanul ar fi din mercur.”
Ocultiștii și ermetiștii, Albert Poisson, Fulcanelli, Eugène Canseliet⁠(d) și Serge Hutin⁠(d), au respins concluziile abatelui Villain și au continuat să afirme că Flamel fusese alchimist. Își găsește în mod firesc locul în lunga succesiune a marilor maeștri ai Prioriei din Sion, între anii 1398 și 1418, în Dosarele secrete ale lui Henri Lobineau⁠(d) ale mistificatorului Pierre Plantard⁠(d) (și, prin urmare, se regăsește în această calitate în Codul lui Da Vinci de Dan Brown).
În 1929, Nicolas Flamel l-a inspirat simultan pe André Breton în Al doilea manifest al suprarealismului și pe Robert Desnos într-un articol „Misterul lui Avraam evreul” din revista Documents⁠(d). Breton stabilește o „analogie de scop” între cercetarea alchimică și cea suprarealistă și, preluând ideea unui Flamel alchimist, compară ceea ce au fost „Avraam evreul” și „Hermes” pentru el cu ce reprezintă Rimbaud și Lautréamont în special pentru suprarealiști, atât ca precursori cât și ca inițiatori. Totuși, „readucând «piatra filosofală» ca simbol al triumfului imaginației, Breton nu se comportă în niciun fel ca un adept, [ci] deturnează tradiția alchimică și vidul sferei sale metafizice în beneficiul valorii sale poetice.”
În rândul istoricilor universitari, încă din 1941, medievalistul Lynn Thorndike⁠(d) a respins complet mitul alchimistului Flamel, idee confirmată de lucrările lui Claude Gagnon, Robert Halleux și Didier Kahn.
Viziunea alchimiei în ziua de astăzi rămâne însă în mare măsură dependentă de punctele de vedere antagoniste și complementare ale pozitivismului și ocultismului din secolul al XIX-lea, iar Flamel este, împreună cu contemporanul său Paracelsus, figura la care se referă Zenon, doctorul, astrologul și alchimistul din secolul al XVI-lea. Œuvre au Noir⁠(d) (1968) de Marguerite Yourcenar, bazată în special pe „trei mari lucrări moderne [la acea vreme] despre alchimie: Marcellin Berthelot, Chimia în Evul Mediu, 1893; C. G. Jung, Psihologie și alchimie, 1944; J. Evola, La Tradizione ermetica, 1948”.
Personajul alchimistului Flamel apare și astăzi în literatura ezoterică, dar și în literatura populară, în benzi desenate și chiar jocuri video.
„Fiecare are Flamelul lui: cititorii din secolul al XVII-lea l-au avut pe al lor, noi îl avem pe cel al lui Marguerite Yourcenar, care nu este cu nimic inferior celui precedent, iar cititorii lui Spirou au un Făcător de aur care să-i introducă în minunile visului alchimic.”

## Omagiu și posteritate
- Rue Nicolas-Flamel și rue Pernelle în arondismenul 4 din Paris.
- Colegiul Nicolas Flamel din Pontoise.

## Nicolas Flamel în ficțiune

### Filme
- Nicolas Flamel este menționat și apare în franciza lumii vrăjitorilor a lui JK Rowling: în filmul Harry Potter și Piatra Filozofală de Chris Columbus, sunt evocate momente istorice din viața lui Nicolas Flamel (cf. romanul omonim), în timp ce personajul apare pe ecran in spin-offul⁠(d) Animale fantastice: Crimele lui Grindelwald (a cărei acțiune are loc în 1927) pentru a lupta cu Gellert Grindelwald alături de eroi. El este interpretat de Brontis Jodorowsky⁠(d).[79]
- În filmul lui John Erick Dowdle⁠(d) Catacombs, lansat pe 20 august 2014, piatra filosofală este ascunsă la Paris de Nicolas Flamel.
- În filmul The Grimoire of Arkandias⁠(d) de Alexandre Castagnetti⁠(d), Nicolas Flamel este evocat ca magician care a fost un precursor al chimiei moderne.

### Televiziune
În serialul de televiziune Les Compagnons d'Eleusis⁠(d) (1975), Nicolas Flamel și doamna Pernelle sunt adesea menționate.

### Teatru și operă
- Gerard de Nerval, Nicolas Flamel, 1828.
- Alexandre Dumas, La Tour Saint-Jacques, 1856 [80] .
- Georges Bizet, Nicolas Flamel, 1865 (operă neterminată și niciodată interpretată).

### Romane
- Martine Basso și Jean-Jacques Lujan, Testamentul lui Nicolas Flamel, CRS editions coll. Liber Faber, 2015 ISBN: 9782365802031. Acest roman își setează povestea în 1916, în timpul bătăliei de la Verdun: un caz misterios este dezgropat. În 1968, Antoine, un tânăr student, a primit acest obiect. Este dornic să facă lumină asupra acestui dar pentru a afla cine este Nicolas Flamel. . .
- Michael Scott⁠(d), într-o serie de 6 cărți numite Secretele nemuritorului Nicolas Flamel⁠(d): Alchimistul, 2008; Magicianul, începutul anului 2009; Vrăjitoarea, sfârșitul anului 2009; Necromantul, 2010; Trădătorul în 2012; Fermecătoarea în 2013, Pocket Jeunesse⁠(d).
- Léo Larguier⁠(d), Făcătorul de aur Nicolas Flamel, 1936, J'ai lu, Aventura misterioasă⁠(d) Nr. A220.
- Évelyne Brisou-Pellen⁠(d), Gheara vrăjitorului, 1996, Editions Rageot : apariția lui Nicolas Flamel și Pernelle.
- Marie Desplechin⁠(d), Verte, 1996, L'École des loisirs: echipa împotriva căreia Sufi joacă fotbal, atunci când este invizibil, provine de la colegiul Nicolas Flamel.
- JK Rowling, Harry Potter și Piatra Filozofală, 1997: personaj menționat dar niciodată întâlnit, Flamel este creatorul pietrei filozofale, obiect magic aflat în centrul intrigii, datorită căruia el și soția sa, Pernelle, sunt încă în viață; în cele din urmă ei acceptă să moară după ce piatra este distrusă.
- Éric Boisset⁠(d), Trilogia Arkandias⁠(d) (volumul 1) : este menționat.
- Éric Giacometti⁠(d), Jacques Ravenne, Fratele de sânge, 2007: thriller masonic în care Flamel este unul dintre personaje.
- Corinne De Vailly, Piesele de aur ale lui Nicolas Flamel, col. „Phoenix: detectiv al timpului”.
- Durrens, Janine (2008). Pernelle et Nicolas Flamel : roman. Pierrefeu (în franceză) (ed. Éd. du Pierregord). Calviac-en-Périgord. p. 477. ISBN 978-2-352-91011-4. OCLC 470745488.   .
- Dhennin, Matthieu (2009). Saltarello (ed. Actes Sud). Mai multe valori specificate pentru |autor= și |nume= (ajutor)  .
- Henri Loevenbruck, Catedralele neantului⁠(d), 2009, Flammarion, Nicolas Flamel în cadrul unei scrisori-testament din care sunt distilate extrase de-a lungul romanului ne spune povestea lui adevărată, ne amintește că nu a fost în niciun caz alchimist și ne dezvăluie că a descoperit un secret.
- Patrick Mc Spare⁠(d) (2013). Les héritiers de l'aube (în franceză) (ed. Scrineo). Paris. ISBN 978-2-367-40077-8.
- Dan Brown, Codul lui Da Vinci, 2003: Menționat ca navigator al Prioriei din Sion, din 1398 până în 1418
- Pierre Pevel în Parisul minunilor: descântecele lui Ambermer
- Victor Hugo în Notre Dame de Paris
- Karim Berrouka în Chestia care arată ca o mașină

### Benzi desenate și desene animate
- Făcătorul de aur, 1977, albumul 20 din Aventurile lui Spirou și Fantasio⁠(d): el este inventatorul unei mașini de făcut aur.
- Războiul geniilor, 1983, în serialul Léonard⁠(d): apare în timpul disputelor dintre Léonard și Albert.
- Le Secret de Nicolas Flamel, 1989, nuvelă regizată de Bom și Seron în albumul tribut lui Gil Jourdan⁠(d) și Maurice Tilleux Les Enquêtes de Leurs Amis.
- Willy Vassaux, Filosofii prin foc / Nicolas Flamel, 1990: personaj principal
- Testamentul alchimistului (părțile 1 și 2) din serialul de televiziune Blake și Mortimer, 1997.
- Belphegor, " Secretul maestrului Flamel ".
- Fullmetal Alchemist: Brotherhood⁠(d) (Sezonul 1, Episodul 7): Edward Elric menționează „Codexul Flamel”, care vorbește despre piatra filosofală, 2005.
- Le frères de sang, 2016, 3 albume în jurul alchimiei și lui Nicolas Flamel

### Jocuri video și jocuri de societate
- Assassin's Creed Unity, 2014, o serie de trei misiuni intitulate Flamel's Secret urmărește să găsească laboratorul lui Nicolas Flamel din Paris și să obțină Elixirul vieții înaintea membrilor unui cult monahal.
- Artus and the Secret Grimoire, 2004.
- Școala lui Nicolas Flamel, 2021, de Lalex Andrea⁠(d), publicat de Jyde Games.